# William Reinhart
William J. Reinhart (Louisville, Kentucky, 1896. augusztus 2. – Washington D.C., 1971. február 14.) amerikai amerikaifutball-, baseball- és kosárlabdaedző. 1923 és 1935 között az Oregon Webfoots kosárlabdaedzője volt; 180 győzelmével az egyesület második legjobb eredményét érte el, sikerei miatt pedig a nézőszám megnőtt, így új létesítmény (McArthur Sportpálya) épült.
1971. február 14-én, a Georgetown egyetemi kórházban hunyt el rákban. 1993 óta a George Washington Egyetem dicsőségcsarnokának tagja.

## Pályafutása
A George Washington Colonials kosárlabdacsapatánál 319–237-es eredményt és .574-es arányt ért el, 1954-ben és 1961-ben kijutottak az NCAA bajnokságára. Nevezetes játékosai között voltak a későbbi egyetemi dicsőségcsarnoktag Red Auerbach, a majdani NBA-játékosok, Joe Holup, Corky Devlin és Gene Guarilia, valamint Howard Hobson, az Oregon Ducks későbbi edzője. Auerbach szerint Reinhart módszerei „tizenöt évvel megelőzték korukat”.
A George Washington Colonials és a tengerészeti akadémia amerikaifutball-edzői, az Oregon Webfoots helyettes amerikaifutball-edzői, valamint a Colonials és a Webfoots baseballedzői pozícióját is betöltötte.

## Eredményei vezetőedzőként

### Amerikai futball
| Év                                                | Eredmény                                | Eredmény                                | Helyezés                                |
| Év                                                | Összesen                                | Konferencia                             | Helyezés                                |
| George Washington Colonials (Független)           | George Washington Colonials (Független) | George Washington Colonials (Független) | George Washington Colonials (Független) |
| ------------------------------------------------- | --------------------------------------- | --------------------------------------- | --------------------------------------- |
| 1938                                              | 5–4                                     | –                                       | –                                       |
| 1939                                              | 5–3                                     | –                                       | –                                       |
| 1940                                              | 5–3–1                                   | –                                       | –                                       |
| George Washington Colonials (Southern Conference) |                                         |                                         |                                         |
| 1941                                              | 1–7–1                                   | 0–4–1                                   | 15.                                     |
| Eredmény:                                         | 16–17–2                                 | 0–4–1                                   | –                                       |
| Fleet City Bluejackets (Független)                |                                         |                                         |                                         |
| 1945                                              | 11–0–1                                  | –                                       | –                                       |
| Eredmény:                                         | 11–0–1                                  | –                                       | –                                       |
| Merchant Marine Mariners (Független)              |                                         |                                         |                                         |
| 1946                                              | 4–7                                     | –                                       | –                                       |
| 1947                                              | 2–9                                     | –                                       | –                                       |
| 1948                                              | 3–4–1                                   | –                                       | –                                       |
| 1949                                              | 3–5                                     | –                                       | –                                       |
| Eredmény:                                         | 12–25–1                                 | –                                       | –                                       |
| Összesen:                                         | 39–42–4                                 | –                                       | –                                       |

### Kosárlabda
| Szezon                                                                                               | Eredmény                                   | Eredmény                                   | Helyezés                                   | Továbbjutás                                |
| Szezon                                                                                               | Összesen                                   | Konferencia                                | Helyezés                                   | Továbbjutás                                |
| Oregon Webfoots (Pacific Coast Conference)                                                           | Oregon Webfoots (Pacific Coast Conference) | Oregon Webfoots (Pacific Coast Conference) | Oregon Webfoots (Pacific Coast Conference) | Oregon Webfoots (Pacific Coast Conference) |
| --- | ------------------------------------------ | ------------------------------------------ | ------------------------------------------ | ------------------------------------------ |
| 1923–24                                                                                              | 15–5                                       | 4–4                                        | 3.                                         | –                                          |
| 1924–25                                                                                              | 15–5                                       | 7–2                                        | T–1.                                       | –                                          |
| 1925–26                                                                                              | 18–4                                       | 10–0                                       | 1.                                         | –                                          |
| 1926–27                                                                                              | 24–4                                       | 8–2                                        | 1.                                         | –                                          |
| 1927–28                                                                                              | 18–3                                       | 8–2                                        | 2.                                         | –                                          |
| 1928–29                                                                                              | 10–8                                       | 3–7                                        | 5.                                         | –                                          |
| 1929–30                                                                                              | 14–12                                      | 8–8                                        | 3.                                         | –                                          |
| 1930–31                                                                                              | 12–10                                      | 6–10                                       | 4.                                         | –                                          |
| 1931–32                                                                                              | 13–11                                      | 7–9                                        | 4.                                         | –                                          |
| 1932–33                                                                                              | 8–19                                       | 2–14                                       | 5.                                         | –                                          |
| 1933–34                                                                                              | 17–8                                       | 9–7                                        | 2.                                         | –                                          |
| 1934–35                                                                                              | 16–12                                      | 7–9                                        | 3.                                         | –                                          |
| Eredmény:                                                                                            | 180–101 (.641)                             | 79–74 (.516)                               | –                                          | –                                          |
| George Washington Colonels (Független)                                                               |                                            |                                            |                                            |                                            |
| 1935–36                                                                                              | 16–3                                       | –                                          | –                                          | –                                          |
| 1936–37                                                                                              | 16–4                                       | –                                          | –                                          | –                                          |
| 1937–38                                                                                              | 13–4                                       | –                                          | –                                          | –                                          |
| 1938–39                                                                                              | 13–8                                       | –                                          | –                                          | –                                          |
| 1939–40                                                                                              | 13–6                                       | –                                          | –                                          | –                                          |
| 1940–41                                                                                              | 18–4                                       | –                                          | –                                          | –                                          |
| George Washington Colonels (Southern Conference)                                                     |                                            |                                            |                                            |                                            |
| 1941–42                                                                                              | 11–9                                       | 8–3                                        | 2.                                         | –                                          |
| George Washington Colonels (Southern Conference)                                                     |                                            |                                            |                                            |                                            |
| 1949–50                                                                                              | 17–8                                       | 12–4                                       | T–2.                                       | –                                          |
| 1950–51                                                                                              | 12–12                                      | 8–9                                        | 10.                                        | –                                          |
| 1951–52                                                                                              | 15–9                                       | 12–6                                       | 5.                                         | –                                          |
| 1952–53                                                                                              | 15–7                                       | 12–6                                       | 9.                                         | –                                          |
| 1953–54                                                                                              | 23–3                                       | 10–0                                       | 1.                                         | NCAA első kör                              |
| 1954–55                                                                                              | 24–6                                       | 8–2                                        | 2.                                         | –                                          |
| 1955–56                                                                                              | 19–7                                       | 10–2                                       | T–1.                                       | –                                          |
| 1956–57                                                                                              | 3–21                                       | 3–9                                        | 9.                                         | –                                          |
| 1957–58                                                                                              | 12–11                                      | 8–4                                        | 3.                                         | –                                          |
| 1958–59                                                                                              | 14–11                                      | 4–7                                        | 7.                                         | –                                          |
| 1959–60                                                                                              | 15–11                                      | 7–5                                        | 5.                                         | –                                          |
| 1960–61                                                                                              | 9–17                                       | 3–9                                        | 7.                                         | NCAA University divízió első kör           |
| 1961–62                                                                                              | 9–15                                       | 6–7                                        | 4.                                         | –                                          |
| 1962–63                                                                                              | 8–15                                       | 6–6                                        | T–6.                                       | –                                          |
| 1963–64                                                                                              | 11–15                                      | 5–7                                        | 6.                                         | –                                          |
| 1964–65                                                                                              | 10–13                                      | 6–7                                        | 5.                                         | –                                          |
| 1965–66                                                                                              | 3–18                                       | 3–9                                        | 9.                                         | –                                          |
| Eredmény:                                                                                            | 319–237 (.574)                             | 131–102 (.562)                             | –                                          | –                                          |
| Összesen:                                                                                            | 499–338 (.596)                             | –                                          | –                                          | –                                          |
| Jelmagyarázat: Országos bajnok Konferenciaszezon-bajnok Konferenciatorna-bajnok Divíziószezon-bajnok |                                            |                                            |                                            |                                            |

## Fordítás
- Ez a szócikk részben vagy egészben  a   William Reinhart című angol Wikipédia-szócikk ezen változatának fordításán alapul.  Az eredeti cikk szerkesztőit annak laptörténete sorolja fel. Ez a jelzés csupán a megfogalmazás eredetét és a szerzői jogokat jelzi, nem szolgál a cikkben szereplő információk forrásmegjelöléseként.